# Soligny-la-Trappe
Soligny-la-Trappe är en kommun i departementet Orne i regionen Normandie i nordvästra Frankrike. Kommunen ligger i kantonen Bazoches-sur-Hoëne som tillhör arrondissementet Mortagne-au-Perche. År 2022 hade Soligny-la-Trappe 633 invånare.

## Befolkningsutveckling
Antalet invånare i kommunen Soligny-la-Trappe
| Referens: INSEE |